# اسکندر هاکوپیان
اسکندر هاکوپیان (ارمنی: [] Error: {{Lang}}: فاقد متن (راهنما) ) بازیکن فوتبال بازنشسته در پست ارمنی‌تبار اهل ایران است.

## باشگاهی
از باشگاه هایی که در توپ زده‌است می‌توان آرارات تهران را اشاره کرد.